# Thelma Kench
Thelma Kench (po mężu Irion; ur. 19 lutego 1914 w Palmerston North, zm. 25 marca 1985 w Wellington) – nowozelandzka lekkoatletka, sprinterka.

## Kariera
W 1930 ustanowiła nieoficjalny rekord świata na 100 jardów. W 1932 wystartowała na igrzyskach olimpijskich, na których wystartowała w biegu na 100 m. W swoim biegu eliminacyjnym pierwszej rundy zajęła 3. miejsce z czasem 12,4 s i zakwalifikowała się do półfinału. Do 2. pozycji zabrakło jej zaledwie kilku centymetrów. W półfinale po dobrym starcie była 3., ale w pewnym momencie nagle zmęczyła się i spadła na ostatnie, 6. miejsce, na którym pozostała do końca biegu. Jej czas jest nieznany. W 1933 zakończyła karierę.

## Życie prywatne
27 lutego 1939 partner lekkoatletki, John Henry Irion, zaręczył się z nią. Ślub odbył się 8 lutego 1940 w anglikańskim kościele św. Johna w Wanganui, mimo iż był planowany na 9 grudnia 1939.